# FIFA 월드컵 아시아 국가 기록
FIFA 월드컵 아시아 예선은 초창기 5회 대회 동안은 FIFA가 관여하였으나 1954년 5월 8일, 아시아 축구 연맹이 창립되고 그 해 6월 21일 FIFA에 참여하면서  FIFA 월드컵 아시아 예선은 두 연맹이 관여하고 있다. FIFA 월드컵 아시아 예선에서 FIFA는 3차 예선과 플레이오프를 관여하고 1,2차 예선과 최종예선은 아시아 축구 연맹이 관여하고 있다.

## 월드컵 예선 통과팀
| 대회   | 출전권 배분            | 참가팀                                                       | 비고 |
| ------ | ---------------------- | ------------------------------------------------------------ | --- |
| 1930년 | 0 / 13                 | 없음                                                         | 별도의 지역 예선 없이 참가 신청만으로 참가가 가능했으나 아시아에서는 어느 팀도 참가 신청을 하지 않음 |
| 1934년 | 1 / 16                 | 없음                                                         | 아프리카와 예선을 같이 치름 ( 이집트가 1장을 차지함) |
| 1938년 | 1 / 16                 | 네덜란드령 동인도                                            | 현재의 인도네시아 축구 국가대표팀이다. |
| 1950년 | 1 / 16                 | 없음                                                         | 인도가 예선 통과를 하였으나 기권 당시 인도는 축구를 할 때 맨발로 뛰려고 했으나 국제축구연맹 규정 상 축구를 할 때 축구화를 반드시 착용하게 되어있어 기권함 |
| 1954년 | 1 / 16                 | 대한민국                                                     | 대한민국, 일본 중화민국이 출전신청을 하나 중화민국은 도중에 기권을 선언 · 이 후 대한민국과 일본간 홈 앤드 어웨이를 치르기로 했지만 이승만 대통령의 일본선수단 입국 거절로 두경기 모두 일본에서 개최 · 첫 경기는 5:1로 대한민국이 이기고 두 번째 경기는 2 :2로 무승부를 기록하여 1승 1무로 대한민국이 본선에 진출함 |
| 1958년 | 1 / 16                 | 없음                                                         | 아프리카와 예선을 같이 치름 ( 이스라엘은 상대팀들이 전원 기권하게 되어 특별 플레이오프에 진출했으나 웨일스에 패배) |
| 1962년 | 0.5 / 16               | 없음                                                         | 유럽과 대륙간 플레이오프를 치름 · ( 대한민국이 대륙간 플레이오프에 진출했으나 유고슬라비아에 패배) |
| 1966년 | 0.25 / 16              | 조선민주주의인민공화국                                       | 오세아니아와 예선을 같이 치름 아프리카와 대륙간 플레이오프를 치름 (아프리카가 모두 기권하여 조선민주주의인민공화국은 오스트레일리아와 중립경기 2경기들을 다 이겨서 본선 진출) |
| 1970년 | 1 / 16                 | 이스라엘                                                     | 오세아니아와 예선을 같이 치름 참고: 이스라엘은 현재 UEFA으로 소속을 옮김 |
| 1974년 | 1 / 16                 | 없음                                                         | 오세아니아와 예선을 같이 치름 · ( 오스트레일리아가 1장을 차지함) |
| 1978년 | 1 / 16                 | 이란                                                         | 오세아니아와 예선을 같이 치름 |
| 1982년 | 2 / 24                 | 쿠웨이트                                                     | 오세아니아와 예선을 같이 치름 ( 뉴질랜드가 나머지 1장을 차지함) |
| 1986년 | 2 / 24                 | 대한민국, 이라크                                             | |
| 1990년 | 2 / 24                 | 대한민국, 아랍에미리트                                       | |
| 1994년 | 2 / 24                 | 대한민국, 사우디아라비아                                     | |
| 1998년 | 3.5 / 32               | 대한민국, 사우디아라비아, 이란, 일본                         | 오세아니아와 대륙간 플레이오프를 치름 · ( 이란이 대륙간 플레이오프에 진출하여 오스트레일리아에 승리) |
| 2002년 | 4.5 / 32 (개최국 포함) | 대한민국, 사우디아라비아, 일본, 중화인민공화국               | 대한민국과 일본은 개최국으로 자동 진출 · 유럽과 대륙간 플레이오프를 치름 · ( 이란이 대륙간 플레이오프에 진출했으나 아일랜드에 패배) |
| 2006년 | 4.5 / 32               | 대한민국, 사우디아라비아, 이란, 일본                         | 북중미카리브와 대륙간 플레이오프를 치름 · ( 바레인이 대륙간 플레이오프에 진출했으나 트리니다드 토바고에 패배) · 참고: 오스트레일리아는 당시 AFC 소속이긴 했으나, 오세아니아 지역 예선을 통해서 본선에 진출했음. |
| 2010년 | 4.5 / 32               | 대한민국, 오스트레일리아, 일본, 조선민주주의인민공화국       | 오세아니아와 대륙간 플레이오프를 치름 · ( 바레인이 대륙간 플레이오프에 진출했으나 뉴질랜드에 패배) |
| 2014년 | 4.5 / 32               | 대한민국, 이란, 일본, 오스트레일리아                         | 남아메리카와 대륙간 플레이오프를 치름 · ( 요르단이 대륙간 플레이오프에 진출했으나 우루과이에 패배) |
| 2018년 | 4.5 / 32               | 대한민국, 이란, 일본, 사우디아라비아, 오스트레일리아         | 북아메리카와의 대륙간 플레이오프를 치름 · ( 오스트레일리아가 대륙간 플레이오프에 진출하여 온두라스에 승리) |
| 2022년 | 5.5 / 32 (개최국 포함) | 카타르, 대한민국, 사우디아라비아, 이란, 일본, 오스트레일리아 | 카타르는 개최국으로 자동 진출 · 남미와 대륙간 플레이오프를 치름 · ( 아랍에미리트와 오스트레일리아간 승자가 대륙간 플레이오프에 진출하여 페루와 맞대결 예정) |

### 통산 진출 횟수
| 진출 횟수 | 팀                                                                                              |
| --------- | ----------------------------------------------------------------------------------------------- |
| 11        | 대한민국                                                                                        |
| 7         | 일본                                                                                            |
| 6         | 사우디아라비아 이란                                                                             |
| 3         | 오스트레일리아 (5)                                                                              |
| 2         | 조선민주주의인민공화국                                                                          |
| 1         | 네덜란드령 동인도( 인도네시아) 이라크 이스라엘 *(1) 중화인민공화국 카타르 쿠웨이트 아랍에미리트 |

- (*)표시한 팀은 아시아 소속으로 본선 진출한 대회만 본선 진출 횟수에 산입한다. (괄호 안은 아시아 소속 여부와 관계 없는 전체 출전 횟수를 의미한다.)
- 기울임꼴로 표시한 팀은 현재 아시아 축구 연맹 소속이 아닌 팀이다.

## 월드컵 출전국의 기록
- FIFA 월드컵에 최초로 출전한 아시아 국가는 과거 네덜란드령 동인도로 출전했던 인도네시아이다. (1938년 FIFA 월드컵)
- 인도는 1950년 FIFA 월드컵 아시아 지역 예선을 통과하여 아시아의 독립 국가로서는 처음으로 본선 진출 자격을 얻었으나 대진표 작성 후 기권했기에 실질적으로는 1954년 FIFA 월드컵 본선에 진출한 대한민국이 아시아에서 최초로 본선 진출한 독립 국가이다.
- 1966년 FIFA 월드컵에서 북한은 아시아 국가로는 최초의 무승부(칠레와의 D조 조별리그 2차전 1 : 1)와 최초의 골(칠레와의 D조 조별리그 2차전 박승진의 동점골)과 최초의 승리(이탈리아와의 D조 조별리그 최종전 1 : 0)을 기록하며 아시아 국가로는 최초로 8강까지 진출했다.
- 대한민국은 1986년 FIFA 월드컵을 통해 1954년 이후 32년 만에 본선에 오르며 아시아 국가로는 최초로 2번째로 월드컵 본선에 나서게 됐다. 그 후 대한민국은 1986년 FIFA 월드컵을 시작으로 2022년 FIFA 월드컵까지 아시아 국가로는 유일한 그리고 세계에서 6개국(여타 팀들은 월드컵 대회 우승이 경험 있는 브라질 20회, 독일 14회, 이탈리아 12회, 아르헨티나 9회, 스페인 8회)만이 이룬 월드컵 10회 연속 본선 진출 기록을 달성하였다.
- 1994년 FIFA 월드컵에 첫 출전한 사우디아라비아는 16강 진출에 성공하며 아시아 국가로는 1966년 대회에서 8강에 오른 북한에 이어 28년만에 2번째로 조별리그를 통과한 팀이 되었다.
- 대한민국과 일본은 아시아 국가로는 최초이자 월드컵 역사상 최초로 2002년 FIFA 월드컵을 공동 개최했다. 이 대회에서 일본은 16강에 진출하며 아시아 국가로는 3번째로 조별리그를 통과한 팀이 되었고 대한민국 역시 아시아 국가로는 4번째로 조별리그를 통과한 팀이 되었다. 특히 대한민국은 이 대회에서 4위를 차지하며 아시아 국가로는 최초로 준결승까지 진출하는 기록을 세웠다.
- 2010년 FIFA 월드컵 아시아 지역 예선에서 가장 관심을 모았던 대한민국과 북한은 월드컵에서 2번째로 동반 출전한 분단 국가가 되었다. (1974년 FIFA 월드컵에서 동독과 서독이 동반 출전한 후 36년 만의 일)
- 2010년 FIFA 월드컵 예선에서는 대표적인 오세아니아 국가였던 호주와 뉴질랜드도 동반 진출하였다. 특히 호주는 OFC 대회 예선에서는 항상 진출하는 기회가 많았는데 OFC 예선은 항상 0.5장 티켓 기회밖에 없었기 때문에 호주를 제외한 나머지 오세아니아 국가들은 진출을 하지 못했다가 호주가 2006년부터 AFC 국가 쪽으로 넘어가서 아시아 대회에서 호주가 쉽게 2010년 FIFA 월드컵에 진출했다. 한편 호주가 아시아로 넘어간 덕에 뉴질랜드에게도 기회가 찾아오면서 결국 뉴질랜드도 월드컵 본선 진출에 성공하면서 공교롭게도 호주와 뉴질랜드가 오세아니아 대표 국가 역사상 최초로 월드컵 본선행에 성공했다.
- 2018년 FIFA 월드컵 본선에 아시아 국가가 처음으로 5개국이나 진출하는 유례없는 일이 일어났으나 일본을 제외한 나머지 4개의 국가가 그대로 조별리그 탈락을 해버리는 불상사가 발생했다.
- 카타르는 아시아 국가로는 유일하게 2022년 FIFA 월드컵을 단독 개최하며 2002년 FIFA 월드컵의 공동 개최국이었던 대한민국과 일본 이후 20년만에 아시아에 월드컵이 열렸으며 이 대회에서는 월드컵 역사 최초로 아시아 3개국(대한민국, 일본, 호주)이 16강에 진출하는 일이 일어났다.

## 같이 보기
- FIFA 월드컵 남아메리카 예선
- FIFA 월드컵 북아메리카 예선
- FIFA 월드컵 아프리카 예선
- FIFA 월드컵 오세아니아 예선
- FIFA 월드컵 유럽 예선